# كيرستي بيللينغ
كيرستي بيللينغ (من مواليد 14 أبريل 1975) هي لاعبة كرة قدم سابقة قضت مسيرتها الكروية بأكملها مع نادي أرسنال للسيدات. كما مثلت إنجلترا على المستوى الدولي الكامل.